# Meteorologiåret 1969

## Årets händelser

### Januari
- Januari - Snöstormsserien i Minnesota, USA upphör efter 6 snöstormar [1].

### Februari
- 7 februari – Vid Vágar flygplats, Färöarna uppmäts temperaturen - 11.7 °C, vilket blir Färöarnas lägst uppmätta temperatur för månaden [2].
- 13 februari – I Mohe län, Kina uppmäts temperaturen −52.3 °C (−62.14 °F), vilket blir Kinas lägst uppmätta temperatur någonsin [3].

### Maj
- 15 maj – Stormar i Minnesota, USA lämnar 8 inch regn på tre timmar i Synnes [4].

### Juni
- 29 juni – 6 inch nederbörd faller över Worthington i Minnesota, USA på 24 timmar [5].

### Augusti
- Augusti - Orkanen Camille, en våldsam Tropisk cyklon, drabbar framförallt USA:s kustområden utmed Mexikanska golfen. Särskilt hårt drabbades delstaten Mississippis kustområden där orkanens öga (centrum i cyklonen) når fastlandet den 17 augusti.
- 6 augusti – Tornados härjar i Minnesota, USA [6].

### September
- 22 september - Det värsta ovädret på 30 år drar fram över staterna i västra Europa. Miljontals kubikmeter skog stormfälls [7].

### November
- 1 november - Vinden blåser i 32 meter per sekund vid den svenska ön Gotska Sandön, vilket blir den högsta medelvind som någonsin noterats vid Gotland [8]. I Landsort uppnås en 10 minutersmedelvind på 32 meter per sekund [8] och 36 meter per sekund i Uppland, där vindmätaren på Grundkallen blåser sönder, men observatören uppskattar vindhastigheten till 41 meter per sekund [9].

### December
- 5 december – Vädret inleder Rapportsändningarna då Sveriges Radio-TV startar TV 2 [10].
- 24 december – Hela Danmark upplever en så kallad "vit jul" [11].

### Okänt datum
- I Saqqez, Iran uppmäts temperaturen −36 °C (−32.8 °F), vilket blir Irans lägst uppmätta temperatur någonsin [12].
- Ett kraftigt inflöde till Östersjön inträffar [13]

## Födda
- 30 mars – Tom Terry, amerikansk meteorolog.
- Okänt datum – Heather Reid, skotsk meteorolog.

## Avlidna
- 12 augusti – Vilho Väisälä, finländsk meteorolog och fysiker.

### Fotnoter
1. ↑  Famous Minnesota Winter Storms (Listed Chronologically) Arkiverad 7 januari 2009 hämtat från the Wayback Machine.
2. ↑  DMI
3. ↑  ”China weather, Weather of China, China weather forecast”. Weatherchina.org. Arkiverad från originalet den 28 juli 2011. https://web.archive.org/web/20110728172208/http://www.weatherchina.org/. Läst 20 augusti 2010.
4. ↑  ”Arkiverade kopian”. Arkiverad från originalet den 16 juli 2010. https://web.archive.org/web/20100716103814/http://www.climate.umn.edu/pdf/day_in_weather_history/may_wx_history.pdf. Läst 16 februari 2011.
5. ↑  ”Arkiverade kopian”. Arkiverad från originalet den 26 juli 2010. https://web.archive.org/web/20100726102347/http://www.climate.umn.edu/pdf/day_in_weather_history/june_wx_history.pdf. Läst 16 februari 2011.
6. ↑  ”Arkiverade kopian”. Arkiverad från originalet den 26 juli 2010. https://web.archive.org/web/20100726102403/http://www.climate.umn.edu/pdf/day_in_weather_history/august_wx_history.pdf. Läst 16 februari 2011.
7. ↑  ”SMHI”. Arkiverad från originalet den 24 september 2015. https://web.archive.org/web/20150924120422/http://www.smhi.se/kunskapsbanken/meteorologi/orkanernas-host-1969-1.5748. Läst 2 februari 2011.
8. 1 2  SMHI
9. ↑  SMHI
10. ↑  John Pohlmans blogg 21 november 2010 - TV-väder historik del 9 Arkiverad 15 december 2010 hämtat från the Wayback Machine.
11. ↑  DMI
12. ↑  Masters, Jeff (7 augusti 2010). ”National heat records set in 2010”. Weather Underground. Arkiverad från originalet den 20 augusti 2010. https://web.archive.org/web/20100820002618/http://www.wunderground.com/blog/JeffMasters/comment.html?entrynum=1569. Läst 12 augusti 2010.
13. ↑  SMHI